# Vittisphena
Vittisphena is een geslacht van rechtvleugeligen uit de familie Pyrgomorphidae. De wetenschappelijke naam van dit geslacht is voor het eerst geldig gepubliceerd in 1956 door Kevan.

## Soorten
Het geslacht Vittisphena  is monotypisch en omvat slechts de volgende soort:
- Vittisphena somalica (Kevan, 1956)